# Le Scandaleux Mister Sterling
Pour plus de détails, voir Fiche technique et Distribution.
Le Scandaleux Mister Sterling (Will Any Gentleman...?) est un film britannique réalisé par Michael Anderson, sorti en 1953.

## Fiche technique
- Titre original : Will Any Gentleman...?
- Titre français : Le Scandaleux Mister Sterling
- Réalisation : Michael Anderson
- Scénario : Vernon Sylvaine d'après sa pièce
- Photographie : Erwin Hillier
- Musique : Angela Morley
- Direction musicale : Louis Levy
- Pays d'origine : Royaume-Uni
- Genre : comédie
- Couleur : Technicolor
- Date de sortie : 1953

## Distribution
- George Cole : Henry Sterling
- Veronica Hurst : Florence Sterling
- Heather Thatcher : Mrs. Whittle
- Jon Pertwee : Charley Sterling
- James Hayter : Dr. Smith
- William Hartnell : Détective Inspecteur Martin
- Sid James : Mr. Hobson
- Diana Decker : Angel
- Joan Sims : Beryl
- Brian Oulton : Mr. Jackson
- Alan Badel : Mendoza
- Peter Butterworth : le manager
- Frank Birch : Mr. Brown
- Lionel Jeffries : Mr. Frobisher
- Lucy Griffiths